# Grande Bacia

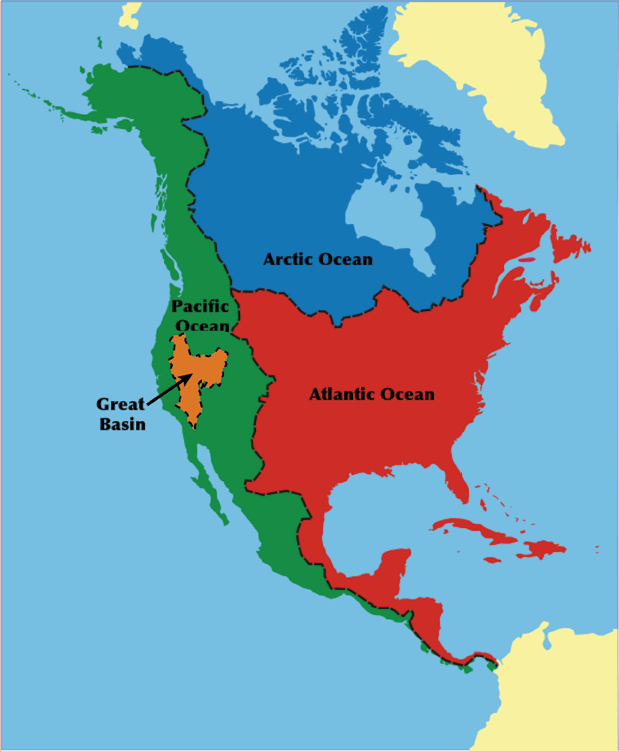
A Grande Bacia destacada em laranja e outras bacias na América do Norte e América Central.

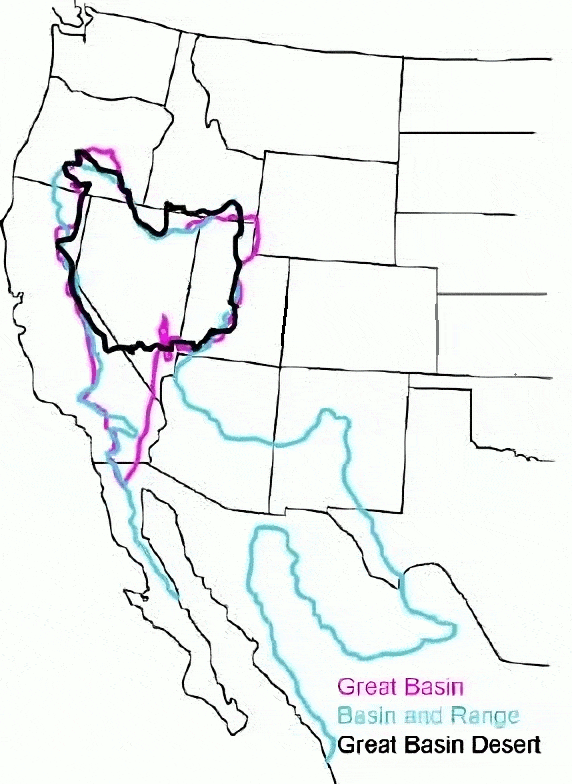
Distintas definições da Grande Bacia

A Grande Bacia ou Grande Bacia do Nevada (em inglês:  Great Basin) é uma extensa região de altiplanos desérticos de clima continental localizado na região oeste dos Estados Unidos, entre a serra Nevada, ao oeste, e os montes Wasatch (ramo das Montanhas Rochosas), ao leste; a área desta bacia apresenta várias cordilheiras menores paralelas que "correm" de norte a sul, entre tais cordilheiras, só existem lagos salgados muito alcalinos; o clima é muito seco e continental. Geologicamente, a região estende-se incluindo os deserto do Mojave e Sonora. A bacia tem 500 000 km² de área.
Inclui zonas dos seguintes estados dos Estados Unidos: 
- Califórnia
- Idaho
- Nevada
- Utah
- Wyoming